# Імпост

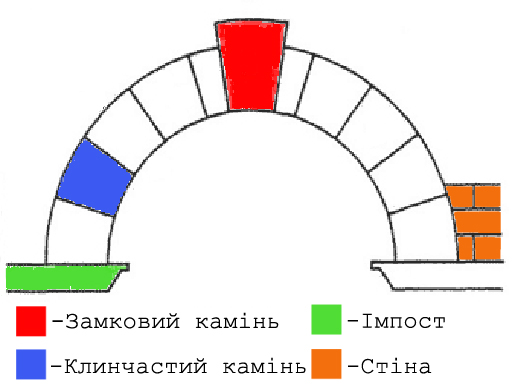
Імпост виділений зеленим кольором

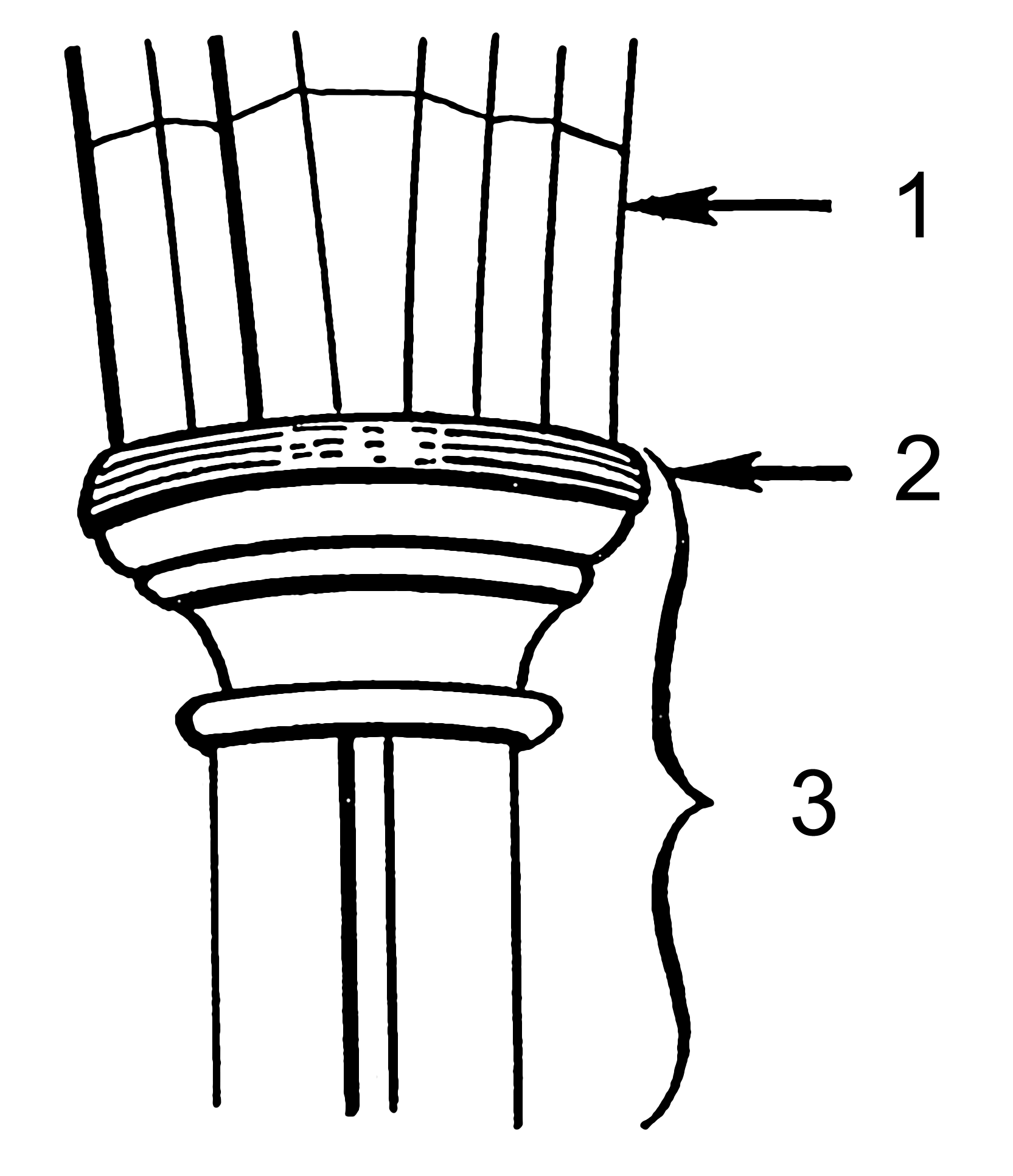
1 — арка, 2 — імпост, 3 — колона

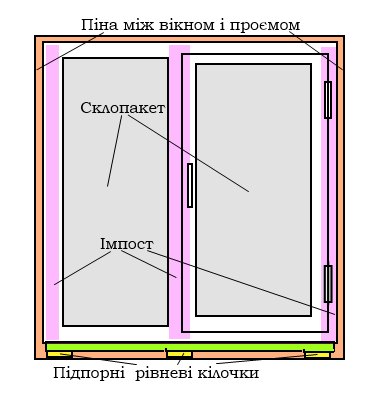
Імпости вертикальні віконної конструкції

Імпо́ст (від лат. impōsitus, утвореного від impōnō — «покладаю») — архітектурний елемент, що служить підпорою для вищерозташованих елементів або розділяє пройму на кілька ділянок.

## Значення
1. ) горизонтальний камінь або тяга, що слугує підпорою арці або склепінню та відокремлює їх від стовпа чи стіни.
2. )  Проміжний елемент над капітеллю під аркою у вигляді чотиригранної зрізаної піраміди або відрізка антаблемента. Виник у ранньохристиянські часи, коли для будівництва церков використовували античні колони, які потрібно було вирівняти по висоті. Виконаний у вигляді зрізаної чотирикутної піраміди, спрямованою меншою частиною донизу, такий імпост послужив основою для створення імпостної капітелі.
3. )  Простінок або вертикальний брусок між стулками віконного чи дверного отвору. Дає змогу поділити раму чи дверне полотнище на вужчі частини.
4. )  Верхня частина віконного або дверного отвору, яка відділена горизонтальною перекладиною від стулок.
5. )  Горизонтальна або вертикальна стійка профілю, що ділить віконну коробку (раму) на необхідні частини, в кожну з яких встановлюється або віконна стулка або склопакет. Ця частина вікна не рухається і встановляється для додаткової жорсткості конструкції. Також іменується середником або перечкою.